# Bechtold Fülöp
Báró Bechtold Fülöp vagy Philipp von Bechtold (Peremarton, 1787. január 18. – Linz, 1862. november 9.) császári-királyi altábornagy, az 1848–49-es szabadságharcban a császári csapatok egyik katonai vezetője. Apja, Bechtold Fülöp Kristóf 1811-ben tábornokként vonult nyugállományba és a francia forradalmi háborúkban szerzett érdemeiért 1795-ben kapott bárói rangot.

## Élete
Tanulmányait a bécsújhelyi Theresianum Katonai Akadémián és a bécsi hadmérnöki akadémián végezte. 1801-ben lépett hadapródként a császári hadseregbe. 1804-től a 4. vértesezred hadnagya volt. Részt vett a Napóleon elleni háborúkban, majd fokozatosan haladt felfelé a ranglétrán és 1833-ban nevezték ki vezérőrnaggyá. Katonai szakírással is foglalkozott, legjelentősebb műve, a „Militärische Handbibliothek” 1836-ban jelent meg Bécsben. 1842-től altábornagyként a kassai hadosztály parancsnoka volt.
1848. június végén a Batthyány-kormány kinevezte a Délvidéken a szerb felkelők ellen harcoló csapatok főparancsnokává. 1848 júliusára a magyar kormány már jelentős erőket összpontosított a Délvidékre, az országban állomásozó császári és királyi csapatok jelentős részén felül ide irányították az újonnan felállított nemzetőr- és honvédegységek nagy részét is. Az erőfölény ellenére Bechtold nem lépett fel határozottan, így nem tudott eredményt elérni. Többször is sikertelenül ostromolta a felkelők központját, Szenttamást, végül szeptember elején felmentését kérte. A parancsnokságot Mészáros Lázár hadügyminiszter személyesen vette át, Bechtold pedig Bécsbe távozott.
Linz katonai parancsnokává nevezték ki, majd 1849. június végén Haynau őt bízta meg a hadsereg  lovashadosztályának parancsnokságával. Részt vett a július 11-ei második komáromi csatában, majd az augusztus 5-ei szőregi csatában is. Csapataival nem tudott kellő eredményt elérni, ezért Haynau a szőregi csata után leváltotta. Utóda Karl Wallmoden-Gimborn altábornagy lett. Bechtold a további hadműveletekben nem vett részt, hiszen rövidesen nyugállományba helyezték.